# Laubieria tercera
Laubieria tercera is een eenoogkreeftjessoort uit de familie van de Metidae. De wetenschappelijke naam van de soort is voor het eerst geldig gepubliceerd in 1992 door Fiers.